# 綾瀬はるか
綾瀬 はるか（あやせ はるか、1985年〈昭和60年〉3月24日 - ）は、日本の女優。広島県広島市出身。ホリプロ所属。

## 略歴

### 生い立ち
広島県広島市出身。安佐南区で育つ。実家は農家で、野菜を季節ごとに全般的に作っている。

### 芸能活動
2000年、第25回ホリプロタレントスカウトキャラバンで審査員特別賞を受賞し、芸能界デビュー。受賞当時は蓼丸綾（たでまる あや）の名義であり、のちに綾瀬はるかの芸名で活動を開始する。
2001年、日本テレビ系ドラマ『金田一少年の事件簿』で女優デビュー。
2003年、フジテレビ系ドラマ『僕の生きる道』で初の連続ドラマレギュラー出演。
2004年、TBS系ドラマ『世界の中心で、愛をさけぶ』のヒロインに抜擢される。
2005年、年末に第47回日本レコード大賞で司会を務める。
2006年3月24日、小林武史プロデュースによるシングル「ピリオド」で歌手デビュー。オリコンチャート初登場8位を記録。
2007年、日本テレビ系ドラマ『ホタルノヒカリ』で初の連続ドラマ単独主演。2010年にパート2が放送、2012年に映画版が公開されるほどのヒット作となる。
2013年、『八重の桜』でNHK大河ドラマ初出演および主演。年末に第64回NHK紅白歌合戦で紅組司会を務める。
2015年、出演作『海街diary』が第68回カンヌ国際映画祭のコンペティション部門に正式出品される。年末に第66回NHK紅白歌合戦で2年ぶり2回目の紅組司会を務める。
2016年、NHK製作の大河ファンタジードラマ『精霊の守り人』にて主人公バルサ役を演じる。短槍使いの用心棒という役柄から殺陣も披露。第1シーズンから第3シーズン（最終章）まで演じる。
2019年、第70回NHK紅白歌合戦で、4年ぶり3回目の紅組司会を務める。
2022年、『元彼の遺言状』で「月9」初出演および初主演。フジテレビの連続ドラマへの出演は『鹿男あをによし』以来、14年ぶり。
2023年、映画『レジェンド&バタフライ』『リボルバー・リリー』での演技が評価され、第48回報知映画賞主演女優賞を受賞した。

## 人物

### エピソード
ホリプロスカウトキャラバンには友達に誘われて参加した。その気になった理由は「部活を休むための口実」だった。特技ではやることがなかったので学校で流行っていたウサギのまねをした。バラエティ番組に出演する際に、特技として披露することもある。
芸名はインターネット上で公募し、応募された16,000件の中から本人とスタッフで選び、2001年2月28日に「綾瀬はるか」に決定した。
2004年頃まではグラビアモデルとしての活動を主にしていた。写真集や週刊誌の他、『コスモエンジェル』（東海テレビ）などのローカル番組での体当たりのキャラクターが人気を博した。しかし、デビュー後1年で仕事に対するストレスなどから約7kg体重が増えてしまい、『ビューティーコロシアム』（フジテレビ）でダイエットに失敗したら引退するという企画にグラビアアイドルの肩書きで参加。1か月と3週間で8kg以上のダイエットを敢行するといった事もあった。その後、俳優として評価されるにつれてグラビアの活動は減ったが、現在も週刊誌などに登場することがある。
『世界の中心で、愛をさけぶ』では、白血病に冒されたヒロインを演じる為に、映画版で同役を演じた長澤まさみ同様、剃髪を行った。他にも作中の描写に合わせるために体重を増減させるなどの役作りをした。
『鹿男あをによし』を収録中、人生について考えることが多々あったため共演者の児玉清と深夜まで人生について語り合ったことが何回もあった。
綾瀬の祖母の姉（大伯母）は、1945年8月6日、広島市への原子爆弾投下で亡くなった。2005年、戦後60周年特別企画のドキュメンタリー「ヒロシマ」（TBS）で広島の実家を訪れた綾瀬は、それまで決して原爆のことを語らなかった祖母から、初めて話を聞いた。
2014年8月、広島帰省中に広島市北部の山あいで土砂災害が発生、綾瀬は母校の中学校や友人の安否確認をした。わずか3日間の滞在だったが、家ではなすとかトマトとか、家の畑の野菜を使って、両親のためにいろんな料理を作ってあげたという。
脚本家・小説家の和田竜は小・中学校の同窓である。2014年、和田竜との対談で綾瀬は「広島に帰省したら頬っかむりして農作業をしていて、出荷するためにグラムを量って、水菜の場合は短い葉っぱ、ほうれん草の場合は周りの茎を取って根を短く切って、真ん中が高くなるように並べて、袋に入れてシールで封をする作業が好き」と述べている。

### 投資トラブル
2021年、『女性セブン』は「綾瀬が巨額投資トラブルに巻き込まれている」と報じた。綾瀬の実家が世話になっているという税理士の男が綾瀬の母に「この低金利時代に、現金を銀行に置いておくのはもったいない。運用してみたらどうですか」と資産運用を提案、B氏を中心とする30代の3人組投資グループが運営する月利3％の投資商品をすすめた。綾瀬の個人事務所の代表取締役を務めている母は言われるままに個人事務所のお金1億円を出資した。
2021年5月、それまで毎月支払われていた配当が止まった。出資者には「B氏の口座がマネーロンダリングの疑惑で凍結し、お金が出せなくなった」と説明があった。利息の配当が滞り、詐欺疑惑が浮上して綾瀬は7月下旬、東京で以前から綾瀬のサポートをしている顧問税理士で、税理士の男の息子に当たる人物と3時間にも及ぶ会食を兼ねた打ち合わせを行い、返金を請求。立ち話で眉間にしわを寄せる綾瀬の様子がスクープされた。綾瀬は投資に無関心な母や高齢者を巻き込んでいることに怒り心頭だったという。
投資名目で元本保証などをうたい多額の現金を集めたとして、広島県警生活環境課と佐伯署の合同捜査本部は2022年11月9日、福岡市中央区赤坂、無職の男（39歳）と広島市中区東白島町、税理士の男（74歳）ら4容疑者を出資法違反（預かり金の禁止）の疑いで逮捕している。

### 社会活動
2011年の東日本大震災とそれに続く福島第一原子力発電所事故を受けて制作された2013年のNHK大河ドラマ『八重の桜』で主人公となる会津藩出身の新島（山本）八重を演じて以来、福島県を中心とした被災地の支援活動を継続している。司会を務めていた2013年の紅白歌合戦ではNHKの震災復興支援曲「花は咲く」を歌唱し、2014年からは綾瀬が福島県内各地を訪問して地域住民との交流を持つ「ふくしまに恋して」が断続的にNHKで放送されている。会津若松市で毎年開催される「会津まつり」には2014年から市内をパレードする会津藩公行列への参加を続け、新型コロナウイルス感染症状の世界的拡大で行列が中止となった2020年でも屋内行事に出席して、7年連続でのイベント参加となった。引き続き限定開催となった2021年は主催の会津まつり協会が綾瀬の招待を見合わせたため、連続での参加が途切れた。2022年、3年ぶりに例年規模で開催された会津藩公行列に綾瀬も登場し、3年ぶり7度目の参加となった。
また、NHK大河ドラマ『八重の桜』の縁で復興のシンボルとして八重桜の新品種に「はるか」と命名し、森林研究・整備機構などにより2021年5月に品種登録された。その後、より広く流通させるため、森林研究・整備機構などでは2024年12月に品種登録を抹消することとなり、これにより同品種の苗木を自由に栽培できる見通しとなった。

### 人柄・趣味・嗜好
非常に真面目な性格で演技に対する真摯な態度は共演者、スタッフからも評価が高い。演技に関して納得が行くまで監督と話し合うことも多い。また、天然ボケと評されることがあり、『ホタルノヒカリ』で共演した藤木直人は、彼女のことを「マイペースで天然。よくつまづいて転んでいたから」と評している。『島田検定』に出演した際は、珍回答を連発して司会の島田紳助から「君、本当にアホやろ」と言われたり、『SMAP×SMAP』では木村拓哉と中井貴一から、綾瀬がベンガルに「ハーフですか?」と尋ねたことや、「ジーコって芸名なんですか?」といった過去の発言を指摘された。また、『ハッピーフライト』の初日舞台挨拶で吹石一恵から「周りの人全員をツッコミにしてしまう（ボケ役の）キャラ」と言われるなど、同映画の共演者からも彼女の天然ぶりを言及されている。なお寺島しのぶは綾瀬が人の話を聞かないから「不思議な生き物」と毎日観察していて、吹石と一緒に綾瀬を苛めていたとのこと。また天然だと言われていることに対し、本人は「天然ではない」と述べている。その一方、2015年11月26日に発表されたNHK紅白歌合戦の記者会見で、初出場を決めた乃木坂46のキャプテンである桜井玲香が綾瀬のモノマネをお披露目したところ、「すいません、それ芸人の福田彩乃さんがやられている物まねですよね?」と突っ込み、会場の雰囲気を笑いに包ませる一面があり、すかさず白組司会の20th Century・井ノ原快彦が「その頑張りに泣きそうです。」と桜井をねぎらっていた。
尊敬する女優は八千草薫、松たか子、深津絵里、樹木希林など。好きな俳優は小日向文世。

### 評価
オリコン調査の「恋人にしたい女性有名人ランキング」で、2009年、2011年、2014年、2015年、2016年と5度1位に輝く。
「歯が白くて美しい女性芸能人ランキング」の一位に選ばれる。
高須克弥は綾瀬の顔について、「ズバリ整形してない美人。だってこの曲がった鼻とか、超ナチュラルだよ！（中略）そのアンバランスさが親近感や好感度の理由なんだろうね。典型的な左右非対称タイプの顔です」「女性は“敵か敵じゃないか”も判断の大きな理由だから、安心して心から褒められるタイプの美人でしょう」と評している。

### 交友関係
板谷由夏とは『ホタルノヒカリ』共演以来親しい仲であり、持田香織とは一緒にバレエに通う仲である。多部未華子とは、一緒に食事などに行く仲である。
また映画『海街diary』で共演した長澤まさみとも仲が良く、長澤のことを「まさるちゃん」と呼んでいる（同映画で共演する前は『世界の中心で、愛をさけぶ』に長澤が映画版、綾瀬がテレビドラマ版でヒロインを務めるなど、何かとライバルとして比較されることが多かった）。『海街diary』で共に4姉妹を演じた長澤、夏帆、広瀬すずとは毎年交流が続いている。
『JIN-仁-』で共演して以来中谷美紀とも親交がある。また韓国の俳優ノ・ミヌと熱愛関係にあると、一時盛んに喧伝された。

### 家族
実家について綾瀬によると「こよなく農業を愛する一家です」という。父はキッチンのデザインをする仕事をしていたが42、43歳で辞め、農家を継いだ。毎年、中学から「農家を習おう」という実習で何人か実家に来て、父が教えていた。兄も大学を卒業して、広島に帰って農業を営んでいる。父は2019年6月に肺がんのため亡くなった。
綾瀬の個人事務所tapestry（広島市安佐南区川内6丁目、2019年設立）は、母が代表取締役を務め、綾瀬と兄が取締役を務めている。ちなみに個人事務所の立ち上げは、亡き父が存命中に綾瀬と話し合って決めたという。

### その他
寒がりであり、冷房の効いた部屋のためのスリッパが夏の必需品。また、小さいころからカマキリが苦手で、触れることができない。
2021年8月31日、新型コロナウイルス感染を公表。自宅療養していたが、肺炎の症状が出たため入院。
ニュージーランドでスパイに間違えられ、1日拘束されたことがある。
『僕の彼女はサイボーグ』において京劇の舞台に紛れ込んだシーンで、舞台袖に捌けるとき暗幕に隠れた鉄筋にぶつかり鼻を骨折した。このシーンは本編でも確認できる。

## 出演
主演、 ヒロイン、 友情・特別出演など

### テレビドラマ
| 放送                   | タイトル                                                | 役名                  | 放送局        |
| ---------------------- | ------------------------------------------------------- | --------------------- | ------------- |
| 2001年7月期            | 金田一少年の事件簿                                      | 二ノ宮朋子            | 日本テレビ    |
| 2002年11月23日         | 文化庁芸術祭参加作品『風の盆から』                      | 杉村亜季              | NHK総合       |
| 2003年1月期            | 僕の生きる道                                            | 杉田めぐみ            | 関西テレビ    |
| 2003年4月8日           | ほんとにあった怖い話 春の恐怖ミステリー『闇からの電話』 | 小野瀬美咲            | フジテレビ    |
| 2003年4月期            | ブラックジャックによろしく                              | 椿理沙子              | TBS           |
| 2003年5月3日           | 男湯 〜ゴボイジャーショーの巻〜                         | 松浦美奈              | フジテレビ    |
| 2003年7月期            | 幸福の王子                                              | 光石繭                | 日本テレビ    |
| 2003年12月27日         | 太閤記 サルと呼ばれた男                                 | 志乃                  | フジテレビ    |
| 2004年1月期            | それは、突然、嵐のように…                               | 牧野佐保              | TBS           |
| 2004年2月11日          | P&Gパンテーンドラマスペシャル『冬空に月は輝く』         | 今宮華子              | フジテレビ    |
| 2004年2月14日          | ほんとにあった怖い話『横断歩道奇譚』                    | 中村千里              | フジテレビ    |
| 2004年5月3日 - 6日     | 極限推理コロシアム                                      | 篠崎亜美              | 読売テレビ    |
| 2004年7月期            | 世界の中心で、愛をさけぶ                                | 廣瀬亜紀              | TBS           |
| 2005年4月期            | あいくるしい                                            | 真柴みちる            | TBS           |
| 2005年10月4日 - 6日    | 赤いシリーズ2005『赤い運命』                            | 島崎直子              | TBS           |
| 2006年1月2日・3日      | 里見八犬伝                                              | 浜路                  | TBS           |
| 2006年1月期            | 白夜行                                                  | 唐沢雪穂              | TBS           |
| 2006年7月3日           | HERO特別編                                              | 泉谷りり子            | フジテレビ    |
| 2006年10月期           | たったひとつの恋                                        | 月丘菜緒              | 日本テレビ    |
| 2007年7月期            | ホタルノヒカリ                                          | 雨宮蛍                | 日本テレビ    |
| 2008年1月期            | 鹿男あをによし                                          | 藤原道子              | フジテレビ    |
| 2008年4月期            | ROOKIES                                                 | 御子柴響子            | TBS           |
| 2009年3月21日・22日    | 黒部の太陽                                              | 滝山幸江              | フジテレビ    |
| 2009年5月 - 7月        | MR.BRAIN                                                | 由里和音              | TBS           |
| 2009年8月25日          | ほんとにあった怖い話『怨みの代償』                      | 篠崎まゆみ            | フジテレビ    |
| 2009年10月期           | JIN-仁-                                                 | 橘咲                  | TBS           |
| 2010年7月期            | ホタルノヒカリ2                                         | 雨宮蛍                | 日本テレビ    |
| 2011年4月期            | JIN-仁- 完結編                                          | 橘咲                  | TBS           |
| 2011年10月期           | 南極大陸                                                | 高岡美雪              | TBS           |
| 2013年                 | 大河ドラマ・八重の桜                                    | 新島八重              | NHK総合       |
| 2014年10月期           | きょうは会社休みます。                                  | 青石花笑              | 日本テレビ    |
| 2016年1月期            | わたしを離さないで                                      | 保科恭子              | TBS           |
| 2016年 - 2018年        | 放送90年 大河ファンタジー 『精霊の守り人』              | バルサ                | NHK総合       |
| 2017年10月期           | 奥様は、取り扱い注意                                    | 伊佐山菜美            | 日本テレビ    |
| 2018年7月期            | 義母と娘のブルース                                      | 岩木亜希子            | TBS           |
| 2019年                 | 大河ドラマ・いだてん〜東京オリムピック噺〜              | 春野スヤ              | NHK総合       |
| 2020年1月2日           | 義母と娘のブルース 2020年謹賀新年スペシャル             | 宮本亜希子(旧姓:岩木) | TBS           |
| 2021年1月期            | 天国と地獄〜サイコな2人〜                               | 望月彩子              | TBS           |
| 2021年3月6日           | あなたのそばで明日が笑う                                | 真城蒼                | NHK総合・BS4K |
| 2022年1月2日           | 義母と娘のブルース 2022年謹賀新年スペシャル             | 宮本亜希子(旧姓:岩木) | TBS           |
| 2022年4月期            | 元彼の遺言状                                            | 剣持麗子              | フジテレビ    |
| 2024年1月2日           | 義母と娘のブルースFINAL 2024年謹賀新年スペシャル        | 宮本亜希子            | TBS           |
| 2025年                 | 大河ドラマ・べらぼう〜蔦重栄華乃夢噺〜                  | 語り（九郎助稲荷）    | NHK総合       |
| 2025年6月21日 - 8月2日 | ひとりでしにたい                                        | 山口鳴海              | NHK総合       |

1. ↑  “幕末医療漫画『JIN-仁-』が大沢たかお、中谷美紀ら豪華キャストでドラマ化”. ORICON NEWS (oricon ME). (2009年7月22日) 2018年5月2日閲覧。
2. ↑  “綾瀬はるか、藤木直人ら「ホタルノヒカリ2」の出演者は干物女&干物男だらけ!?”. NewsWalker (KADOKAWA). (2010年6月25日) 2018年5月2日閲覧。
3. ↑  “人気ドラマ『JIN-仁-』続編決定　キャスト変わらず2011年4月クールに登場”. ORICON NEWS (oricon ME). (2010年6月8日) 2018年5月2日閲覧。
4. ↑  “綾瀬はるか、『南極大陸』ヒロインで木村拓哉と再タッグ”. ORICON NEWS (oricon ME). (2011年8月13日) 2018年5月2日閲覧。
5. ↑  “大河ドラマ「八重の桜」...新島八重の生涯を描きます”.   NHK (2011年6月22日). 2018年5月2日閲覧。
6. ↑  “綾瀬はるか、30歳彼氏なしの“こじらせ女子”役 「きょうは会社休みます。」連ドラ化”. ORICON STYLE (2014年7月23日). 2014年7月26日時点のオリジナルよりアーカイブ。2015年5月8日閲覧。
7. ↑  “綾瀬はるか×三浦春馬×水川あさみ共演『わたしを離さないで』連ドラ化”. ORICON STYLE (2015年11月19日). 2015年11月19日閲覧。
8. ↑  “綾瀬はるか、2度目の“大河”主演「新しい時代背負う」”.   ORICON STYLE (2014年7月28日). 2015年10月6日閲覧。
9. ↑  “綾瀬はるか、“最強”のセレブ主婦に!?「悪いヤツをやっつけるアクション」も”. シネマカフェ (イード). (2017年8月14日) 2017年8月14日閲覧。
10. ↑  “綾瀬はるか、竹野内豊と初共演で主婦役、『義母と娘のブルース』実写化”.   ORICON STYLE (2018年5月1日). 2018年5月1日閲覧。
11. ↑  “《2019年大河ドラマ》出演者発表 第1弾! 青年・金栗四三、故郷・熊本から1912年ストックホルム大会へ? いだてん 〜東京オリムピック噺（ばなし）〜”. NHKオンライン.   NHK (2017年11月1日). 2017年11月1日閲覧。
12. ↑  “「ぎぼむす」正月スペシャルで帰ってくる　綾瀬はるから主要キャストそのまま”. デイリースポーツ online (株式会社デイリースポーツ). (2019年11月16日) 2019年12月31日閲覧。
13. ↑  “綾瀬はるか　刑事と殺人鬼、真逆の魂演じ分け「二つの人間とても楽しみ」”. デイリースポーツ online (株式会社デイリースポーツ). (2020年11月5日) 2020年11月5日閲覧。
14. ↑  “主演・綾瀬はるか×池松壮亮 東日本大震災10年 特集ドラマ「あなたのそばで明日が笑う」制作開始！”.   NHK (2020年10月12日). 2020年10月16日閲覧。
15. ↑  “『ぎぼむす』SPが2022年に届けた“小さな奇跡” 楽しみになる“また明日”を祈って”. Real Sound (2022年1月3日). 2022年1月3日閲覧。
16. ↑  “綾瀬はるか、月9初主演 初の弁護士役「全力疾走している感じ」…フジ系4月スタート「元彼の遺言状」”. スポーツ報知 (報知新聞社). (2022年1月17日) 2022年1月17日閲覧。
17. ↑  “「義母と娘のブルース」謹賀新年SPで完結、綾瀬はるか「“ホーム”のような存在」”. 映画ナタリー (ナターシャ). (2023年9月19日) 2023年9月19日閲覧。
18. ↑  “綾瀬はるか、大河ドラマ「べらぼう」で語り担当　九郎助稲荷として物語を案内”. 映画ナタリー.   ナターシャ (2024年12月12日). 2024年12月12日閲覧。
19. ↑  “カレー沢薫「ひとりでしにたい」ドラマの主演は綾瀬はるか、NHKで6月21日放送開始（コメントあり）”. コミックナタリー.   ナターシャ (2025年2月20日). 2025年2月20日閲覧。

### 映画
| 公開           | タイトル                         | 役名                   | 配給会社                       |
| -------------- | -------------------------------- | ---------------------- | ------------------------------ |
| 2002年12月28日 | Jam Films『JUSTICE』             | 女子高生星さん         | ショウゲート                   |
| 2004年11月13日 | 雨鱒の川                         | 高倉小百合             | ミコット&バサラ                |
| 2005年3月27日  | Jam Films S『NEW HORIZON』       | サヨコ                 | ファントム・フィルム           |
| 2005年6月11日  | 戦国自衛隊1549                   | 濃姫                   | 東宝                           |
| 2006年1月27日  | たべるきしない                   | ナオ                   | ビクターエンタテインメント     |
| 2007年9月8日   | HERO                             | 泉谷りり子             | 東宝                           |
| 2008年5月31日  | 僕の彼女はサイボーグ             | 彼女                   | ギャガ                         |
| 2008年6月7日   | ザ・マジックアワー               | 鹿間夏子               | 東宝                           |
| 2008年10月25日 | ICHI                             | 市                     | ワーナー・ブラザース映画       |
| 2008年11月15日 | ハッピーフライト                 | 斉藤悦子               | 東宝                           |
| 2009年4月18日  | おっぱいバレー                   | 寺島美香子             | ワーナー・ブラザース映画、東映 |
| 2009年5月30日  | ROOKIES－卒業－                  | 御子柴響子             | 東宝                           |
| 2010年10月16日 | インシテミル 7日間のデス・ゲーム | 須和名祥子             | ワーナー・ブラザース映画       |
| 2011年5月28日  | プリンセス トヨトミ              | 鳥居忠子               | 東宝                           |
| 2012年6月9日   | 映画 ホタルノヒカリ              | 雨宮蛍                 | 東宝                           |
| 2012年8月25日  | あなたへ                         | 濱崎奈緒子             | 東宝                           |
| 2012年9月1日   | ひみつのアッコちゃん             | 加賀美あつ子（アッコ） | 松竹                           |
| 2013年6月1日   | リアル〜完全なる首長竜の日〜     | 和淳美                 | 東宝                           |
| 2014年5月31日  | 万能鑑定士Q -モナ・リザの瞳-     | 凜田莉子               | 東宝                           |
| 2015年6月13日  | 海街diary                        | 香田幸                 | 東宝 / ギャガ                  |
| 2015年10月24日 | ギャラクシー街道                 | ノエ                   | 東宝                           |
| 2016年6月4日   | 高台家の人々                     | 平野木絵               | 東宝                           |
| 2016年12月10日 | 海賊とよばれた男                 | 国岡ユキ               | 東宝                           |
| 2017年1月14日  | 本能寺ホテル                     | 倉本繭子               | 東宝                           |
| 2018年2月10日  | 今夜、ロマンス劇場で             | 美雪                   | ワーナー・ブラザース映画       |
| 2021年3月19日  | 奥様は、取り扱い注意             | 伊佐山菜美             | 東宝                           |
| 2022年6月10日  | はい、泳げません                 | 薄原静香               | 東京テアトル、リトルモア       |
| 2023年1月27日  | レジェンド&バタフライ            | 濃姫                   | 東映                           |
| 2023年8月11日  | リボルバー・リリー               | 小曾根百合             | 東映                           |
| 2024年11月8日  | ルート29                         | トンボ                 | 東京テアトル、リトルモア       |

1. ↑  “綾瀬はるか「高台家の人々」主演で妄想女子に！恋人役は斎藤工”. 映画.com (株式会社エイガ・ドット・コム). (2015年11月6日) 2015年11月6日閲覧。
2. ↑  “岡田准一主演「海賊とよばれた男」　妻役に綾瀬はるか”. Sponichi Annex (スポーツニッポン新聞社). (2015年11月28日) 2015年11月28日閲覧。
3. ↑  “綾瀬はるか主演「本能寺ホテル」製作決定、堤真一が織田信長役&濱田岳が蘭丸役”. 映画ナタリー. (2016年6月24日) 2016年6月24日閲覧。
4. ↑  “綾瀬はるか、25変化で魅せる♪映画「今夜-」で坂口健太郎とW主演”. SANSPO.COM (産経デジタル). (2017年5月9日) 2017年5月9日閲覧。
5. ↑  “奥様は、取り扱い注意：綾瀬はるか×西島秀俊の人気ドラマが映画化 “史上最強の夫婦げんか”のその後描く”. まんたんウェブ (株式会社MANTAN). (2019年10月16日) 2020年5月14日閲覧。
6. ↑  “長谷川博己×綾瀬はるか、大河ドラマ主演俳優同士の共演 『はい、泳げません』映画化”. ORICON NEWS (oricon ME). (2022年2月4日) 2022年2月4日閲覧。
7. ↑  “木村拓哉&綾瀬はるか“東映70周年映画”で初夫婦役 総製作費”20億円“の超大作”. ORICON NEWS (oricon ME). (2022年6月21日) 2022年6月21日閲覧。
8. ↑  “映画『リボルバー・リリー』” (2023年2月28日). 2023年3月1日閲覧。 映画公式サイト
9. ↑  “映画『リボルバー・リリー』特別映像①” (2022年2月28日). 2023年3月1日閲覧。 YouTube:東映映画チャンネル
10. ↑  “綾瀬はるか“最強のダークヒロイン”に 映画『リボルバー・リリー』長谷川博己、羽村仁成らキャスト発表”. ORICON NEWS (oricon ME). (2022年2月28日) 2023年2月28日閲覧。

### 劇場アニメ
- Mr.インクレディブル（2004年12月4日、ウォルト・ディズニー・スタジオ） - ヴァイオレット（日本語吹き替え）
  - インクレディブル・ファミリー（2018年8月1日、ウォルト・ディズニー・スタジオ） - ヴァイオレット（日本語吹き替え）[62]
- ホッタラケの島 〜遥と魔法の鏡〜（2009年8月22日、東宝） - 主演・遙[63]
- 野生の島のロズ（2025年2月7日、東宝東和 / ギャガ） - 主演・ロズ（日本語吹き替え）[64]

### ドキュメンタリー番組
- TBSテレビ放送50周年〜戦後60年特別企画〜「ヒロシマ」（2005年8月5日、TBS）
- NEWS23X特別企画「綾瀬はるかがたどる戦争の記憶〜65年目の証言〜」（2010年5月10日以降、毎月数回定期的に放送、TBS）
- 青春の言葉 風街の歌〜No.1ヒットメーカー 作詞家 松本隆の40年〜（2010年5月26日、NHK）
- NEWS23 綾瀬はるか「戦争」を聞く（TBS）
  - NEWS23Xスペシャル 綾瀬はるか「戦争」を聞く〜真珠湾に散った恋〜（2010年12月12日）
  - NEWS23 綾瀬はるか「戦争」を聞く 原爆直後に生まれた命（2013年8月6日 - 8月8日）
  - NEWS23 綾瀬はるか「戦争」を聞く #16 - #18 （2014年8月6日・8月7日・8月13日）
  - NEWS23 綾瀬はるか「戦争」を聞く 原爆孤児が生きた戦後（2016年8月15日）
  - NEWS23 綾瀬はるか「戦争」を聞く 地図から消された秘密の島（2017年8月15日）
  - NEWS23 綾瀬はるか「戦争」を聞く 語らなかった女たち（2018年8月15日）
  - NEWS23 綾瀬はるか「戦争」を聞く 広島に原爆が投下された日（2019年8月6日）
  - NEWS23 綾瀬はるか「戦争」を聞く トーキョーダモイ〜シベリア抑留者たちの記憶（2019年8月15日）
  - NEWS23 綾瀬はるか「戦争」を聞く 戦後75年「綾瀬はるか×戦争×高校生」（2020年8月12日）
  - NEWS23 綾瀬はるか「戦争」を聞く 英語で伝えるヒロシマ（2021年8月6日）
  - NEWS23 綾瀬はるか「戦争」を聞く 真珠湾攻撃 80年目の証言（2021年8月11日）
  - NEWS23 綾瀬はるか「戦争」を聞く 真珠湾攻撃80年 婚約者はハワイに散った（2021年8月12日）
  - NEWS23 綾瀬はるか「戦争」を聞く ～ヒロシマからウクライナへ"祈り"～（2022年8月8日）[65]
  - NEWS23 綾瀬はるか「戦争」を聞く ～ひまわりの願い～（2023年8月14日）[66]
  - NEWS23 綾瀬はるか「戦争」を聞く ～沈められた民間の船～元船員が語った知られざる悲劇とは（2024年8月13日）[67]
  - 戦後80年特別番組  なぜ君は戦争に？ 綾瀬はるか x news23（2025年8月14日）[68]
- 輝く女（2012年12月2日（前編）・2012年12月9日（後編）、NHK BSプレミアム）[69]
- ただいま、東北（2012年12月 - 2013年秋、NHK総合）[70]
- 明日へ1min. 綾瀬はるかの"ふくしまに恋して"（2014年4月30日 - 、NHK総合）[71]
- TBSテレビ60周年特別企画「ものづくり日本の奇跡」（2015年3月23日 - 3月26日、3月28日、TBS） - MC[72]
- 戦後70年特別番組「いしぶみ〜忘れない。あなたたちのことを〜」（2015年8月1日、広島テレビ制作、日本テレビ系列） - 朗読[73]
- 千の証言スペシャル 私の街も戦場だった2「家族と戦争」（2015年8月15日、TBS） - 司会[74]
- 震災から5年 "明日へ"コンサート（2016年3月12日、NHK総合）
- ものづくり日本の奇跡 日の丸テクノロジーがオリンピックを変えた元気が出る60年物語（2016年9月3日、TBS） - MC[75]
- 目撃!にっぽん「“村はなくなった”〜西日本豪雨 限界集落の半年〜」（2019年2月3日、NHK総合） - 語り[76]
- 綾瀬はるかと挑戦者たち ビリー・エリオット 躍動する4人の少年と激動の舞台裏（2020年8月22日、TBS）
- ハルカカナタ -人生を楽しむヒントに出会える旅へ、一緒に - （NHK BS）
  - 第1回 フランス マダムの幸せレシピ[77][78] （2023年8月26日）
  - 第2回 ハワイ 幸せはこぶアロハの風[79][80] （2024年1月13日）
  - 第3回 イタリア 幸せレシピいただきます[81][82]（2024年12月5日）

### 音楽番組
- 第47回 輝く!日本レコード大賞（2005年12月31日、TBSテレビ・ラジオ） - 司会
- NHK紅白歌合戦 （NHK総合・ラジオ第1）
  - 第63回（2012年12月31日） - ゲスト審査員
  - 第64回（2013年12月31日） - 紅組司会
  - 第66回（2015年12月31日） - 紅組司会
  - 第70回（2019年12月31日） - 紅組司会[22]

### バラエティ番組
- 品庄内閣（2001年 - 2002年、TBS） - レギュラー出演
- コスモ★エンジェル（2002年、東海テレビ） - レギュラー出演、ハルカ 役
- 笑点 お正月だよ!大喜利祭り（2017年 - 2024年、日本テレビ）
  - 『寿 大喜利』に2017年から2023年まで7年連続でゲストとして出演し、座布団運びや司会補佐を担当。2020年には林家木久扇指導のもと古典落語の「たらちね」を披露[83]。2021年には『寿 大喜利』とミニコーナー『はるかの部屋』で単独司会を担当[84]。2024年は『寿 大喜利』には参加せず、同年3月に番組を卒業した木久扇の夢をかなえる企画としてロケに参加し[85]、計8年出演していた。

### MV
- Mr.Children「未来」（2005年）

### CM

#### 放映中のCM
- P&G
  - 「パンテーン」（2003年 - ）
  - 「マックスファクター」（2006年 - ）[86]
  - SK-II
    - 「私のピテラTMストーリー」（2021年8月17日 - ）[87]

  - 「レノアハピネス」（2014年7月 - ）[88]
- 江崎グリコ
  - 「ジャイアントコーン」（2007年 - ）[89]
  - 「素材派プリッツ」（2008年）[90]
  - 道頓堀グリコサイン 工事期間限定企画工事幕（2014年）[91]
  - 「スキパニスマイル」篇（2019年）[92]
  - Bifixヨーグルト（2019年4月 - ）[93]
  - 「じゃんけんグリコ2020」（2020年）[94]
  - 「タンサ（短鎖）脂肪酸プロジェクト」（2023年）[95]
- パナソニック
  - 「VIERA」（2007年 - 2010年）[96]
  - 「VIERAワンセグ」（2009年 - ）[97]
  - 「LUMIX」（2010年 - ）[98]
  - 「全自動DIGA」（2015年 - ）[99]
  - 「衣類スチーマー」（2018年 - ）[100]
  - Strada 10インチ大画面カーナビ コンセプト動画（2019年11月4日 - ） - 東名阪の交通広告を中心に、駅構内や電車、タクシーのデジタルサイネージで放映[101]
  - Panasonic NEWS FACTORY（2019年11月 - ）[102]
    - 4K有機ELビエラGZ2000、音がすごいテレビ篇
    - 4KビエラGX855、転倒防止スタンド付き篇
    - 全自動DIGA、何もしなくていいんです篇
    - プライベート・ビエラ、お風呂でテレビもネット動画も楽しめる篇
    - モニター付きワイヤレススピーカー VA1、全く新しい商品篇
    - ななめドラム洗濯乾燥機、温水泡洗浄の洗浄力がすごい！ガチ実証篇
    - 200Wの驚きの吸引力「パワーコードレス」がすごい！吸引力実証編[103]
    - 軽さと100Wの吸引力を両立した「パワーコードレス」がすごい！軽さ実証編[104]

  - Panasonic NEWS FACTORY 第2弾（2020年1月 - ）[105]
    - プライベートビエラ、お風呂でテレビもネット動画も楽しめる篇
    - 無線LAN内蔵だから、寝る前に快適にできちゃう篇
    - 無線LAN内蔵だから、スマートスピーカーでも操作できちゃう篇
    - レコーダー機能搭載テレビ GR770、悪いところが見つからない篇
    - おうちクラウドDIGA、宅外視聴篇
- 日本生命「みらいサポート」（2010年 - ）[106]
  - 「ふところが痛い。」篇（2019年4月2日 - ）[107]
  - 「みらカタの歌」篇（2024年3月31日 - ）[108]
  - 「ダブルでサポート!」篇（2024年4月2日 - ）[108]
- 日本コカ・コーラ
  - 「アクエリアス・ビタミンガード」（2011年 - ）[109]
  - 「爽健美茶」（2013年 - ）[110]
  - 「日本の烏龍茶 つむぎ」（2016年 - ）[111]
  - 「コカ・コーラ」（2017年 - ）[112]
  - 「からだ巡茶 モイスティア」（2020年 - ）[113]
  - 「こだわりレモンサワー檸檬堂」（2023年 - ）[114]
  - 「コスタコーヒー」（2024年3月 - ）[115]
  - コカ・コーラシステム
    - 「ガマンだけが健康じゃない。」篇（2011年4月 - ）[116]
- アリナミン製薬
  - 「ベンザブロックシリーズ」（2011年 - ）[117]
    - 「プレミアムファスト早め」篇・「プレミアムファスト効き目」篇（2021年10月18日 - ）[118]

  - 「アリナミンA」（2022年 - ）
- キッコーマン
  - 「いつでも新鮮 しぼりたて生しょうゆ」（2017年 - ）[119]
  - 「具鍋（ぐーなべ）」
    - 『「具鍋」応援部長』篇（2021年10月22日 - ）[120]

  - 「いつでも新鮮 しぼりたて生しょうゆ」
    - 『キッコさん 登場』（2022年4月4日 - ）[121]

  - 「具麺」
    - 『応援部長』篇[122]
- UNIQLO（2021年）スペシャルアンバサダー[123]
  - 「ジーンズ篇」『LifeとWear / Wジーンズ買い物篇』、『LifeとWear / Mジーンズ買い物篇』（2021年2月12日 - ）[123]
  - 「ブラトップ』『LifeとWear / ブラトップ走るクルマ篇』（2021年3月12日 - ）[124]
  - 『洗えるウール篇』（2021年9月20日 - ）
  - 『フリース：地上と宇宙篇』（2021年10月11日 - ）
  - 『旅するダウン篇』（2021年10月14日 - ）
  - 『ヒートテック：WINTER SMILE!篇』（2021年10月15日 - ）
  - 『ヒートテック：WINTER SMILE!合唱篇』（2021年12月8日 - ）
  - 『LifeとWear / ぼくのユニフォーム篇』（2022年3月7日 - ）[125]
  - 『いろんなわたし篇』（2022年3月22日 - ）[126]
  - 『LifeとWear / ヒートテック“夜の遊園地”篇』（2022年10月27日 - ）[127]
  - 『LifeとWear / 肌砂丘のふたり春篇』（2024年3月18日 - ）[128]
  - 『LifeとWear / おでかけ30秒篇』（2024年3月25日 - ）[129]
  - 『LifeとWear / メリノの日篇』（2024年9月9日 - ）[130]
  - 『LifeとWear/ホップステップ春』（2025年3月24日 - ）[131]
- NTTドコモ
  - 「あなたと世界を変えていく。」（2021年7月19日 - ）[132]
  - 「ドコモ未来プロジェクト」（2024年3月27日 - ）[133]
- フジパン　
  - 「本仕込（新しくなりました編）」（2023年7月1日 - ）[134][135]
  - 「本仕込（パン屋本仕込編）」（2024年7月1日 - ）[136][137]

#### 放映が終了したCM
- 大塚製薬「ポカリスエット」（2005年 - 2006年）
- コナカ「就活&フレッシュマン応援フェア」（2005年 - 2006年）[138]
- トヨタ自動車「ラクティス」（2007年 - 2008年）[139]
- キリンビバレッジ「生茶」（2008年 - 2010年）[140]
- 日本ケンタッキー・フライド・チキン「創業40周年記念活動」（2010年 - 2014年）[141]
- 任天堂「スーパーマリオ 3Dランド」、「New スーパーマリオブラザーズ 2」（2011年 - 2012年）[142][143]
- SEIKO「ルキア」（2014年 - 2020年）[144]
- ブリヂストン（2015年 - ）[145]
- 全日本空輸「FEEL THE SKY」「ANA Hawaii」（2018年 - ） - CA（コミュニケーションアテンダント）[146]
- ANAセールス「ANAトラベラーズ」

### ラジオ
- やまだひさしのラジアンリミテッドDX（木曜日）『綾瀬はるかラジオdays』（2006年8月 - 11月、TOKYO FM）
- The Burn fm yokohama（不明 - ）※マンゴーボックスを引く時の音声時稀に登場

## 作品

### シングル
| 枚  | 発売日        | タイトル     | 規格品番   | 規格品番   | オリコン 最高位 |
| 枚  | 発売日        | タイトル     | 初回限定盤 | 通常盤     | オリコン 最高位 |
| --- | ------------- | ------------ | ---------- | ---------- | --------------- |
| 1st | 2006年3月24日 | ピリオド     | VIZL-168   | VICL-35960 | 8位             |
| 2nd | 2006年9月13日 | 交差点days   | VIZL-197   | VICL-36096 | 8位             |
| 3rd | 2007年12月5日 | 飛行機雲     | VIZL-263   | VICL-36283 | 23位            |
| 4th | 2010年8月11日 | マーガレット | VIZL-391   | VICL-36607 | 20位            |

### 配信限定曲
| 発売日       | タイトル           | 備考                                                         |
| ------------ | ------------------ | ------------------------------------------------------------ |
| 2010年5月5日 | 赤いスイートピー   | 松田聖子のカバー、CD「松本隆に捧ぐ-風街DNA-」の4曲目にも収録 |
| 2010年8月4日 | 木綿のハンカチーフ | 太田裕美のカバー、CD「マーガレット」の3曲目にも収録          |

### 参加作品
| 発売日        | 商品名                 | 歌         | 楽曲                 | 備考             |
| ------------- | ---------------------- | ---------- | -------------------- | ---------------- |
| 2010年5月12日 | 松本隆に捧ぐ -風街DNA- | 綾瀬はるか | 「赤いスイートピー」 | 松田聖子のカバー |

### DVD
1. 綾瀬はるか「JUMP!〜ホリプロスカウトキャラバン」（2001年5月23日、バップ）本編39分+特典映像5分・リージョンフリー
2. 綾瀬はるか「treasure〜たからもの。」（2002年6月5日、ポニーキャニオン）40分・リージョンフリー
3. 綾瀬はるか「…揺れる17歳」（2003年2月28日、hmp）50分・リージョンフリー
4. 綾瀬はるか週刊ヤングサンデープレミアム「Good Day」（2004年6月16日、小学館 / ポニーキャニオン）本編40分+特典映像9分・リージョンフリー

## 受賞歴

### 映画
- 2008年度
  - 第32回山路ふみ子映画賞 新人女優賞（『僕の彼女はサイボーグ』『ザ・マジックアワー』『ICHI』『ハッピーフライト』）[147]
  - 第21回日刊スポーツ映画大賞・石原裕次郎賞 主演女優賞（『僕の彼女はサイボーグ』『ICHI』『ハッピーフライト』）[148]
- 2009年度
  - 第52回ブルーリボン賞 主演女優賞（『おっぱいバレー』）
  - 第33回日本アカデミー賞
    - 優秀主演女優賞
    - 話題賞[149]（『おっぱいバレー』）
- 2015年度
  - 第7回TAMA映画賞 最優秀女優賞（『海街diary』）
  - 第37回ヨコハマ映画祭 主演女優賞（『海街diary』）[150]
  - 第28回日刊スポーツ映画大賞・石原裕次郎賞 主演女優賞（『海街diary』）[151]
  - 第39回日本アカデミー賞 優秀主演女優賞（『海街diary』）[152]
  - 第70回毎日映画コンクール 女優主演賞（『海街diary』）[153]
  - 第25回東京スポーツ映画大賞 主演女優賞（『海街diary』） [154]
- 2023年度
  - 第48回報知映画賞 主演女優賞（『レジェンド&バタフライ』『リボルバー・リリー』）[24]
  - 第47回日本アカデミー賞 優秀主演女優賞（『リボルバー・リリー』）[155]

### ドラマ
- 2004年度
  - 第42回ゴールデン・アロー賞 新人賞
  - 第42回ザテレビジョンドラマアカデミー賞 助演女優賞（『世界の中心で、愛をさけぶ』）[156][157]
- 2006年度
  - 第48回ザテレビジョンドラマアカデミー賞 助演女優賞（『白夜行』）[158][159]
  - 第16回TV LIFE年間ドラマ大賞 助演女優賞（『白夜行』『たったひとつの恋』）[160]
- 2009年度
  - 第18回橋田賞 新人賞[161]
  - 第63回ザテレビジョンドラマアカデミー賞 助演女優賞（『JIN-仁-』）[162][163]
  - TVnavi ドラマ・オブ・ザ・イヤー2009 最優秀助演女優賞（『JIN-仁-』）[164]
- 2010年度
  - 第66回ザテレビジョンドラマアカデミー賞 主演女優賞（『ホタルノヒカリ2』）[165][166]
- 2011年度
  - 第69回ザテレビジョンドラマアカデミー賞 助演女優賞（『JIN-仁-』）[167][168]
- 2013年度
  - TVnavi ドラマ・オブ・ザ・イヤー2013 主演女優賞（『八重の桜』）[169]
- 2014年度
  - 第18回日刊スポーツ・ドラマグランプリ 主演女優賞（『きょうは会社休みます。』）[170]
  - 第83回ザテレビジョンドラマアカデミー賞 主演女優賞（『きょうは会社休みます。』）[171]
- 2016年度
  - ジャパンアクションアワード2017 ベストアクション女優賞 最優秀賞（『放送90年 大河ファンタジー 『精霊の守り人』』）[172][173]
- 2017年度
  - 第95回ザテレビジョンドラマアカデミー賞 主演女優賞（『奥様は、取り扱い注意』）[174][175]
  - 第10回コンフィデンスアワード・ドラマ賞 主演女優賞（『奥様は、取り扱い注意』）[176][177]
  - ジャパンアクションアワード2018 ベストアクション女優賞 最優秀賞（『精霊の守り人』）[178][179]
- 2018年度
  - 第22回日刊スポーツ・ドラマグランプリ 主演女優賞（『義母と娘のブルース』）[180]
  - ジャパンアクションアワード2019 ベストアクション女優賞 優秀賞（『精霊の守り人 最終章』）[181][182][183]
- 2021年度
  - 第24回日刊スポーツ・ドラマグランプリ 主演女優賞 （『天国と地獄〜サイコな2人〜』）[184]
  - 第107回ザテレビジョンドラマアカデミー賞 主演女優賞 （『天国と地獄〜サイコな2人〜』）[185]
  - 東京ドラマアウォード2021 主演女優賞（TBS『天国と地獄〜サイコな2人〜』）[186]

### その他
- 第31回（2006年度） エランドール賞 新人賞[187]
- 第23回（2008年度） DVDでーた大賞 ベスト・タレント賞
- BEST COSMETICS AWARD 2018 「VoCEが選ぶ"2018年最も美しい顔"」[188]
- VOGUE JAPAN WOMEN OF THE YEAR 2019 「VOGUE JAPAN WOMEN OF OUR TIME」[189]
- 2022 美的GRAND ベストビューティウーマン[190]

## 書籍

### 写真集
- birth（2001年11月1日、集英社、撮影：細野晋司）ISBN 978-4-08-780338-9
- ひと夏…。（2002年12月、メディア・クライス、撮影：木村智哉）ISBN 978-4-89-461926-5
- HEROINE（2004年7月23日、小学館、撮影：斉木弘吉）ISBN 978-4-09-372101-1
- tea spoon Vol.2 fanciful 〜featuring 綾瀬はるか〜（2006年2月、プレビジョン/角川書店）ISBN 978-4-04-894057-3
- Float.（2008年4月2日、ワニブックス、撮影：関口美意）ISBN 978-4-84-704069-6
- Haruka Ayase in Cyborg she『僕の彼女はサイボーグ』公式ガイドブック（2008年5月16日、ゴマブックス）ISBN 978-4-77-710963-0
- 綾瀬はるか in 「ICHI」（2008年10月22日、東京ニュース通信社）ISBN 978-4-86336-028-0
- 綾瀬はるか in おっぱいバレー オフィシャルPHOTOブック（2009年4月14日、東京ニュース通信社）ISBN 978-4-86336-052-5
- HARUKA（2012年6月5日、講談社、撮影：junaida、ND CHOW）ISBN 978-4-06-217803-7
- 映画 ひみつのアッコちゃん 公式ビジュアルブック（2012年8月21日、小学館）ISBN 978-4-09-103224-9
- 原色 綾瀬はるか（2012年12月8日、文藝春秋）ISBN 978-4-16-375900-5
- Document（2014年5月31日、KADOKAWA、撮影：ND CHOW）ISBN 978-4-04-110753-9
- MOMENTO（2014年9月22日、集英社、撮影：ND CHOW）ISBN 978-4-08-780715-8
- SEA STORIES Haruka Ayase（2015年3月30日、宝島社、撮影：高橋ヨーコ）ISBN 978-4-80-023072-0
- Document 2015-2018（2018年9月14日、KADOKAWA）ISBN 978-4-04-896374-9
- BREATH（2017年4月14日、集英社、撮影：高橋ヨーコ）ISBN 978-4-08-780810-0
- ハルカノイセカイ
  - 01 台湾（2019年8月28日、講談社、撮影：佐内正史）ISBN 978-4-06-516750-2
  - 02 ハワイ（2020年1月29日、講談社、撮影：ND CHOW）ISBN 978-4-06-517172-1
  - 03 リスボン（2020年6月30日、講談社、撮影：新津保健秀）ISBN 978-4-06-518113-3
  - 04 パース（2021年6月10日、講談社、撮影：TAKAKO NOEL）ISBN 978-4-06-519595-6
  - 05 ローマ（2024年1月25日、講談社、撮影：濱田英明） ISBN 978-4-06-532423-3[191]
  - 06 サンセバスチャン（2025年7月1日、講談社、撮影：川島小鳥） ISBN 978-4-06-536647-9[192]
- 原色 綾瀬はるか 2013-2024（2024年7月25日、文藝春秋、撮影：アンディ・チャオ 他） ISBN 978-4-16-391871-6[193]

### 雑誌・新聞（インタビュー、グラビア等）
- 朝日新聞 2008年10月17日夕刊・金曜エンタ「ゾクゾクする絶対美人」[194]
- はるかの本（雑誌withにて連載）
- 朝日新聞 2016年1月15日 広告特集「今を生き、輝く『わたしを離さないで』」 - カズオ・イシグロとの対談

### ドキュメンタリー
- TBSテレビ『NEWS23』取材班編 『綾瀬はるか「戦争」を聞く』（2013年4月19日、岩波ジュニア新書）ISBN 978-4-00-500741-7
- TBSテレビ『NEWS23』取材班編 『綾瀬はるか「戦争」を聞くII』（2016年7月21日、岩波ジュニア新書）ISBN 978-4-00-500835-3

### その他
- 日本の伝統行事（2016年7月5日、講談社、著：村上龍）表紙モデル ISBN 978-4-06-219960-5